# 聖哥達山

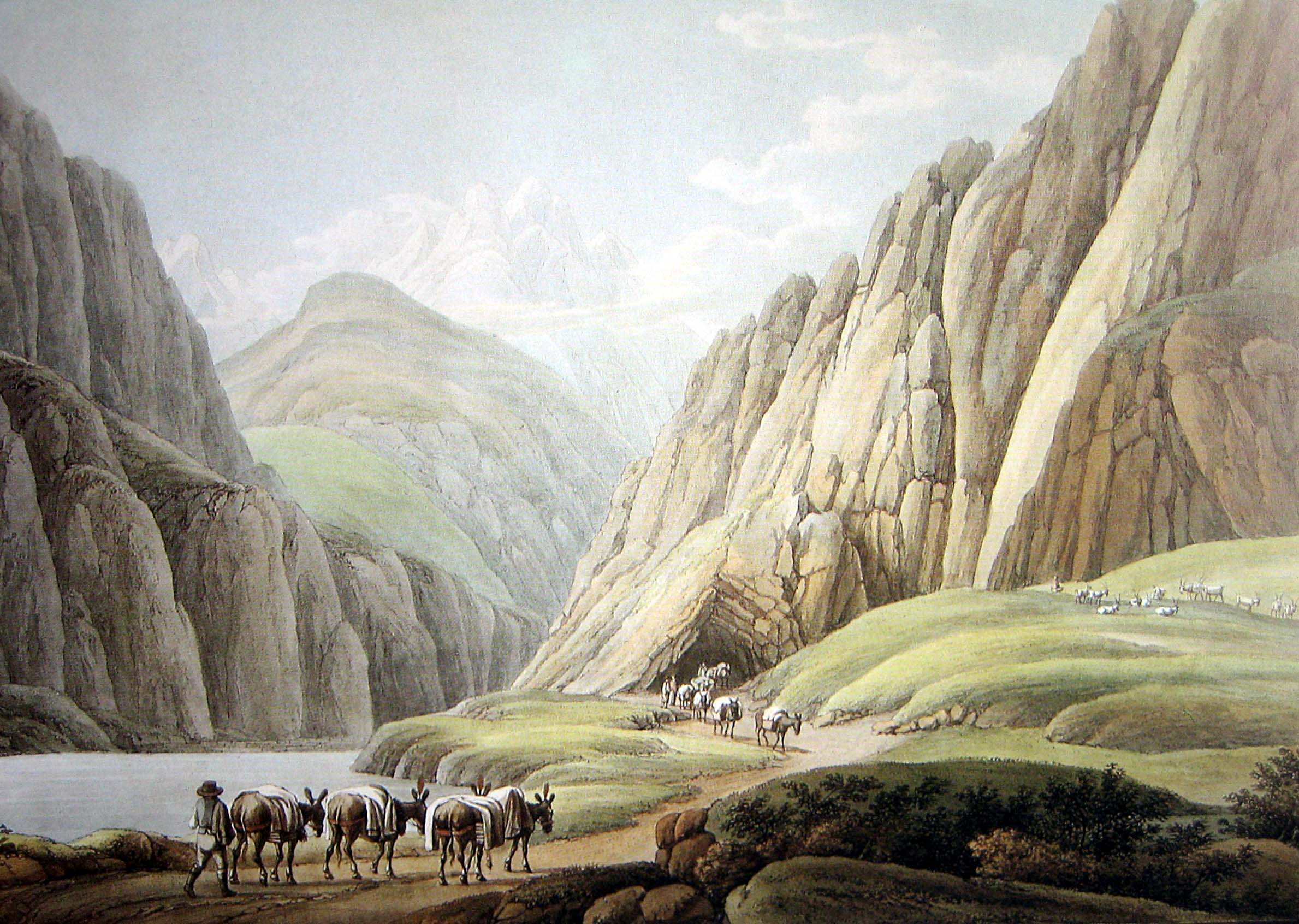

46°33′33″N 8°33′42″E / 46.55917°N 8.56167°E
聖哥達山（法語：Massif du Saint-Gothard）是瑞士的山脈，橫跨瓦萊州、提契諾州、烏里州和格勞賓登州，屬於阿爾卑斯山脈的一部分，最高點羅通多峰海拔高度3,192米。